# Wilhelm Gayling von Altheim

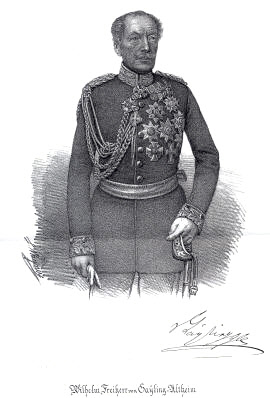
Wilhelm Freiherr Gayling von Altheim

Friedrich Wilhelm Freiherr Gayling von Altheim (* 1. September 1786 in Karlsruhe; † 13. Oktober 1861 ebenda) war ein badischer General der Kavallerie und Gouverneur der Bundesfestung Rastatt.

## Leben
Er entstammt dem badischen Zweig der Familie der Gayling von Altheim und war ein Sohn des badischen Staatsministers Christian Heinrich Gayling von Altheim. Bereits um 1800 trat er in den preußischen Militärdienst. In der Schlacht bei Jena und Auerstedt am 14. Oktober 1806 wurde er von den Franzosen und ihren Verbündeten (darunter auch das Großherzogtum Baden) gefangen genommen. Der damalige Erbgroßherzog Karl übernahm den jungen Offizier in badische Dienste. 1809 wurde er in der Schlacht bei Wagram schwer verwundet. Die Feldzüge 1814/15 machte er als Rittmeister bei den badischen Dragonern mit.
1830 war er Oberstleutnant und 1832 Oberst und Regimentskommandeur. 1843 schließlich wurde er zum Generalmajor ernannt und wurde Befehlshaber der Kavalleriebrigade. Während des Heckeraufstandes war er Kommandeur eines Observationskorps in Mittelbaden. Bei der Niederschlagung des Struve-Putsches führte Gayling eine Kolonne im Gefecht um Staufen. Bei der badischen Militärmeuterei im Mai 1849 gelang es auch Gayling nicht seine Truppen von der Meuterei abzuhalten und er verließ Baden. Nach der Niederschlagung der Badischen Revolution ließ er sich in den Ruhestand versetzen. Er wurde jedoch alsbald zum Vorsitzenden des Ehrengerichts berufen, das das Verhalten der badischen Offiziere während der Meuterei beurteilen sollte. Im Februar 1850 wurde er dann zum Gouverneur der Bundesfestung Rastatt berufen, wo er Truppenteile aus verschiedenen deutschen Bundesstaaten kommandierte. 1857 wurde er anlässlich seines 50. Dienstjubiläums zum General der Kavallerie ernannt.